# ایبلتن لایو
ایبلتن لایو (به انگلیسی: Ableton Live) یک محیط کار صوتی دیجیتال توسط شرکت آلمانی ابلتون برای سیستم عامل‌های ویندوز و مک‌اواس ساخته شده‌است. ایبلتن لایو یکی از نرم‌افزارهای بسیار کارآمد در زمینهٔ آهنگسازی، میکسینگ و مسترینگ می‌باشد. ایبلتن لایو دارای ویژگی‌های منحصر به فردی است که اجازه می‌دهد به راحتی با نرم‌افزار کار کرده و ایده‌های خلاقانه خود را به واقعیت تبدیل کنید. همچنین، این نرم‌افزار محبوبیت زیادی در بین دی‌جی‌ها، تهیه کنندگان موسیقی الکترونیک و آهنگسازان سبک رپ‌ و راک دارد.